# Kirikú i la bruixa
Kirikú i la bruixa (títol original en francès: Kirikou et la sorcière) és un llargmetratge de dibuixos animats de 1998 dirigit per Michel Ocelot. És una coproducció entre França, Bèlgica i Luxemburg de 74 minuts de durada.

## Argument
Karabà és una malvada bruixa que domina un poblat al cor de l'Àfrica. Kirikú és un nen petit, al qual pocs prenen seriosament per la seva escassa mida, però que és l'únic que aconsegueix recobrar algunes coses que la bruixa havia robat. És també l'únic membre de la tribu que té valor per enfrontar-se amb ella. És tan llest que neix sol del ventre de la mare i es banya sol.
És destacable que és un nen que no té por, que investiga, que es pregunta el perquè de les coses i que no es conforma amb el que li expliquen sinó que esbrina pel seu compte. És valent, alegre, sensat i servicial. Mentre d'altres es dediquen a criticar una situació i donar-li voltes des d'un punt de vista melodramàtic -tal com passa a la vida diària-, ell ja està cercant i provant una solució al problema.

## Premis i nominacions
| Any  | Premi                                                      | Categoria                                        | Nominació          | Resultat             | Ref.  |
| ---- | ---------------------------------------------------------- | ------------------------------------------------ | ------------------ | -------------------- | ----- |
| 1999 | Festival de Cinema d'Animació d'Annecy                     | Millor llargmetratge                             | Kirikú i la bruixa | Guanyador            | [ 2 ] |
| 1999 | Festival Internacional de Cinema Jove de Castellinaria     | Premi a la Salut i el Media ambient              | Kirikú i la bruixa | Guanyador            |       |
| 1999 | Festival Internacional de Cinema Jove de Castellinaria     | Castell d'argent                                 | Kirikú i la bruixa | Guanyador            | [ 2 ] |
| 1999 | Festival Internacional de Cinema Infantil de Chicago       | Premi del jurat adult                            | Kirikú i la bruixa | Guanyador            | [ 2 ] |
| 1999 | Festival Internacional de Cinema Infantil de Chicago       | Premi del jurat infantil                         | Kirikú i la bruixa | Guanyador            | [ 2 ] |
| 1999 | Festival Cinekid                                           | Premi de cinema Cinekid                          | Kirikú i la bruixa | Guanyador            | [ 2 ] |
| 1999 | Festival de Cinema d'Animació de Kecskemét                 | Premi KAFF                                       | Kirikú i la bruixa | Guanyador            | [ 3 ] |
| 1999 | Festival Internacional de Cinema Infantil i Juvenil d'Oulu | Premi CIFEJ                                      | Kirikú i la bruixa | Guanyador            | [ 2 ] |
| 1999 | Festival Internacional de Cinema Infantil i Juvenil d'Oulu | Premi Starboy                                    | Kirikú i la bruixa | Nominat              |       |
| 2000 | Festival Internacional d'Audiència Jove Ale Kino!          | Millor pel·lícula d'animació                     | Kirikú i la bruixa | Guanyador            | [ 2 ] |
| 2000 | Festival Internacional d'Audiència Jove Ale Kino!          | Millor guió original d'una pel·lícula estrangera | Kirikú i la bruixa | Guanyador            |       |
| 2000 | Festival Internacional d'Audiència Jove Ale Kino!          | Millor pel·lícula d'animació per a infants grans | Kirikú i la bruixa | Guanyador            |       |
| 2000 | Festival Internacional de Cinema de Cartagena de Indias    | Millor llargmetratge per a infants               | Kirikú i la bruixa | Guanyador            | [ 2 ] |
| 2000 | Festival Internacional de Cinema Infantil de Montréal      | Premi especial del jurat                         | Kirikú i la bruixa | Guanyador            | [ 2 ] |
| 2002 | Premi d'Animació Britànica                                 | Millor llargmetratge europeu                     | Kirikú i la bruixa | Guanyador (ex aequo) | [ 2 ] |
| 2009 | Projecció Infantil Lola Kenya                              | Premi a l'elecció de públic                      | Kirikú i la bruixa | Guanyador            |       |